# Peter Graham-Gaudreau
Peter Graham-Gaudreau es un actor de cine y teatro y músico nacido en Canadá.
Nacido en Conway, Ontario, Graham-Gaudreau estudió teatro estudiado y educación física en la Queen's Universidad en Kingston, Ontario, e interpretación en la Escuela Universitaria de Teatro George Brown en Toronto, Ontario.[cita requerida] Es conocido para su papel como el padre de acogida abusador de Brit Robertson, Trey, en Life Unexpected, de CW; como Ed Parker, el padre bromista de Bradley Steven Perry en la comedia de Disney Channel Pants of Fire; y como Dick Schenkman, en Universal's Slap Shot 2, junto a Stephen Baldwin. Interpretó al jefe y mejor amigo de Steven Seagal, el agente de la DEA Jack Smalls, en la serie de televisión True Justice, y al colega caza-tornados de Joe Lando, Bob Booker en la película Devil Winds, la cual también es protagonizada por Nicole Eggert. Peter recibió aclamaciones de la crítica por su retrato del Ingeniero en el musical ganador del premio Tony Miss Saigon, y ha tenido papeles principales en obras de teatro y musicales, incluyendo Cowboy Mouth de Sam Shepard y Frankie y Johnny en el Clair de Lune por Terrence McNally. Escribió, protagonizó y creó la banda sonora para su obra, Going Somewhere Slow, la cual se estrenó en el Festival Fringe de Vancouver en 2001. Luego escribió y protagonizó la adaptación al cine de la obra, junto a su mejor, la actriz estadounidense Jennifer-Juniper Angeli. Se estrenó en el Festival Internacional de Cortometrajes de Los Ángeles en 2002. Como cantante-compositor, ha lanzado dos CD, Going Somewhere Slow y Sing A Fine Song en 2016. Actualmente reside en Vancouver, Columbia Británica, Canadá. 